# Friedhof (Bad Kissingen-Hausen)

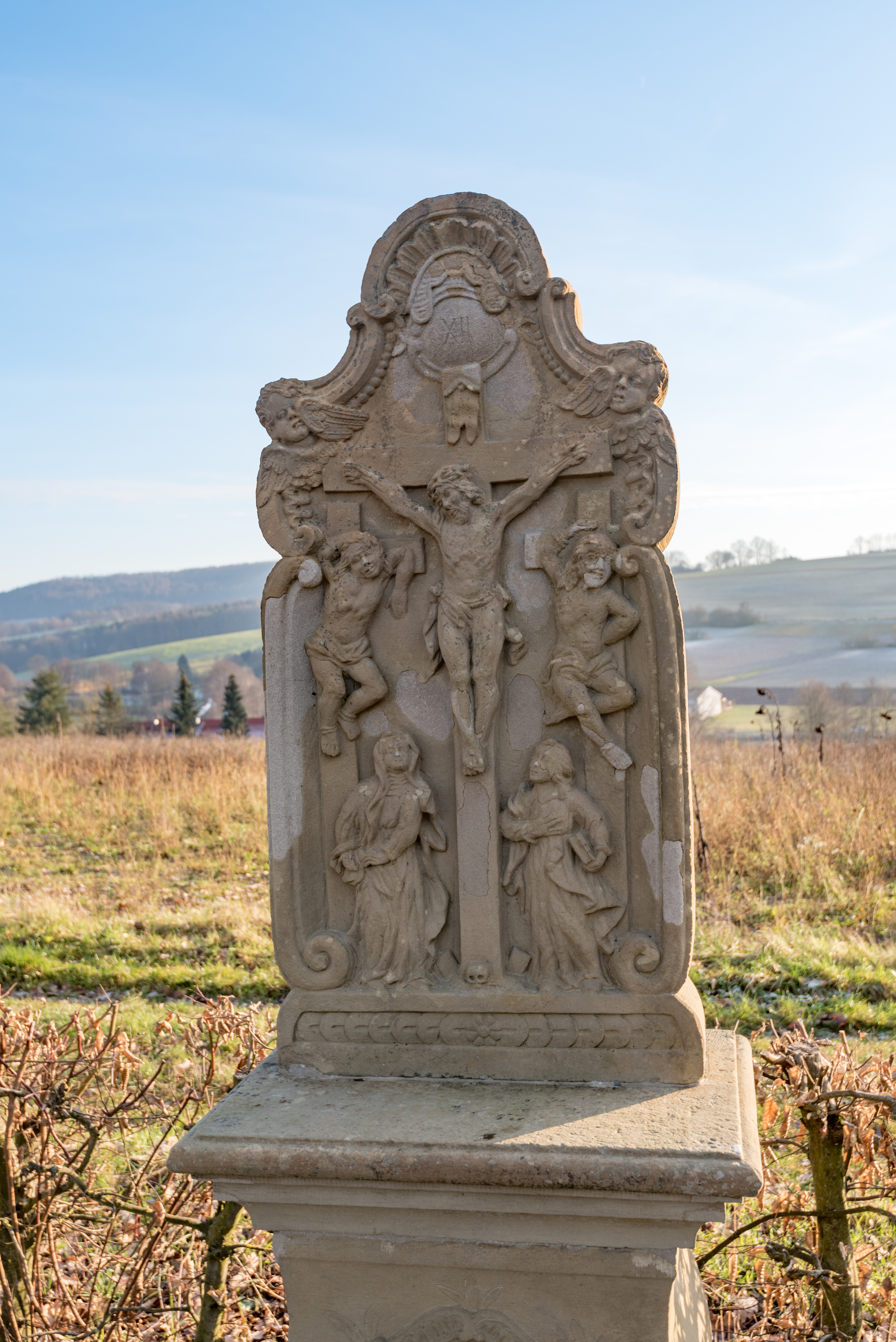
Zwölfte Station des Kreuzwegs auf dem Hausener Friedhof

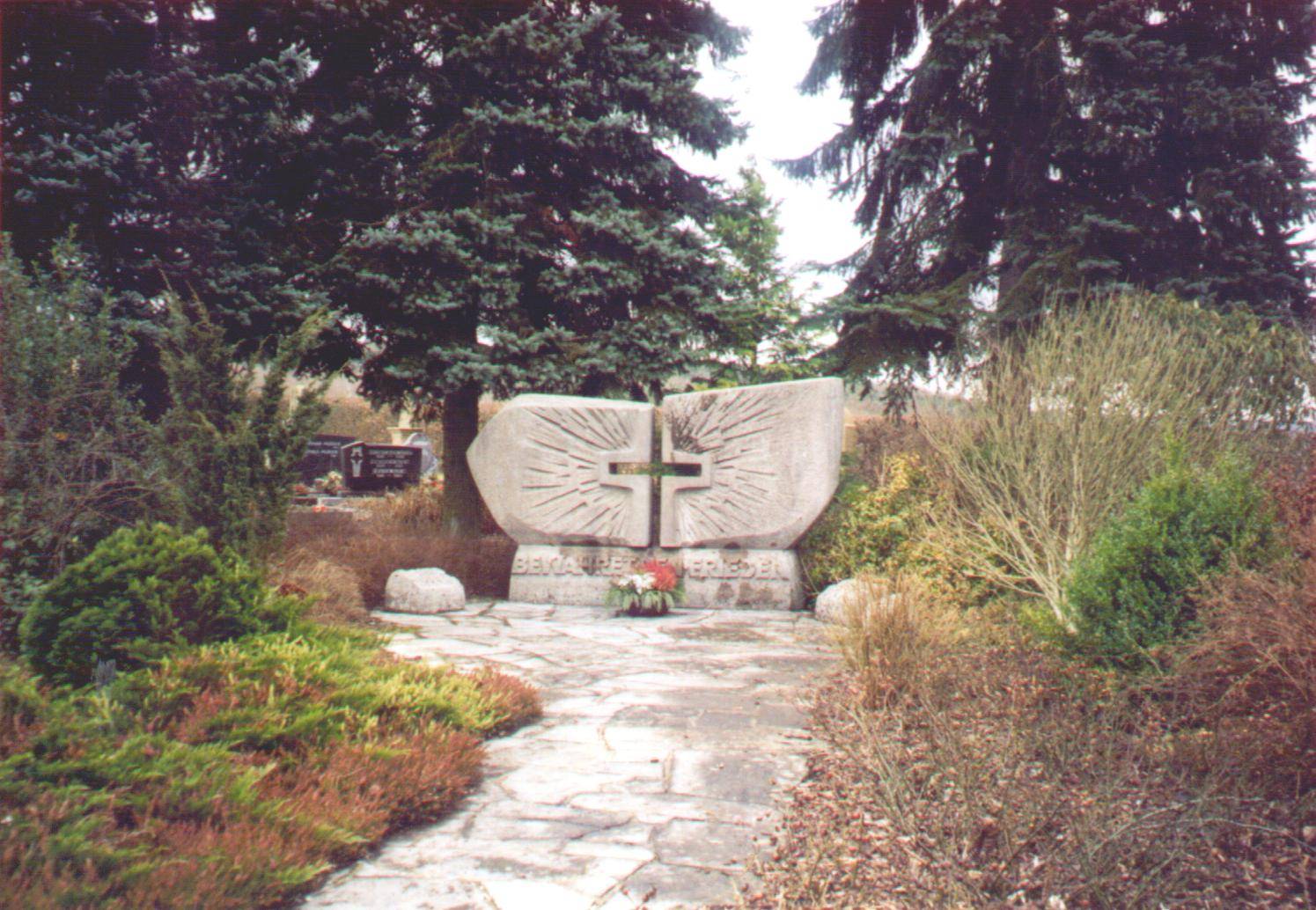
Mahnmal von 1965 für die Hausener Opfer der beiden Weltkriege

Der Friedhof in Hausen, einem Stadtteil des Kurortes Bad Kissingen im unterfränkischen Landkreis Bad Kissingen, entstand im Jahr 1813.
Der an der Hecke des Friedhofs verlaufende Kreuzweg sowie das Friedhofskreuz gehören zu den Bad Kissinger Baudenkmälern und sind unter der Nummer D-6-72-114-179 in der Bayerischen Denkmalliste registriert.

## Geschichte
Bis zur Anlage des ersten Friedhofs in Hausen im Jahre 1813 aus Anlass einer im Leichhofbuch bezeugten Typhus-Epidemie wurden die Verstorbenen auf dem Bad Kissinger Kapellenfriedhof bestattet.
1837 stifteten Kaspar und Barbara Metz für den Friedhof einen Kreuzweg, dessen Verlauf im Hausener Ortsinneren (in „Der Reihe“) begann und mit den letzten drei Stationen im Friedhof endete. Der Kreuzweg zeigt als 15. Station die Kreuzauffindung durch Kaiserin Helena. Zu dieser Zeit befand sich die zweite Station („Jesus nimmt das Kreuz auf seine Schultern.“) des Kreuzweges vor dem Geburtshaus des in Hausen geborenen späteren Kardinals Julius Döpfner. Diese Kreuzwegstation inspirierte Döpfner bei seiner Bischofsweihe im Jahr 1948 zur Wahl seines Wahlspruchs „Praedicamus crucifixum“ („Wir verkünden [Christus,] den Gekreuzigten“, (1 Kor 1,23 )). Im Jahr 1972 wurde der Kreuzweg restauriert; bei dieser Gelegenheit wurden alle Stationen innerhalb des Friedhofgeländes an der den Friedhof umgebenden Hecke aufgestellt. Im Jahr 2015 wurden die Kreuzwegstationen von den Hausener Feldgeschworenen gereinigt sowie durch die Aschacher Firma Bauer renoviert. Auf dem Friedhof wurden auch Julius Döpfners Eltern beerdigt. Im Jahr 2017 hat die Familie Döpfner das Grab aufgelassen. Im gleichen Jahr wurde die von der Münchner Bildhauerin Christine Stadler geschaffene Gedenktafel für Kardinal Döpfner an die Anlage südlich der Hausener Pfarrkirche (Lourdes-Grotte) versetzt. Bei der Erstellung der Tafel hatte die Künstlerin Döpfners Geburtsdatum fälschlich mit dem "28.08." angegeben.
In den Jahren 1853, 1889 und 1985 wurde der Friedhof erweitert; während der Erweiterung von 1853 entstand möglicherweise auch das Kruzifix des Friedhofs.
Nach einem Beschluss des damaligen Krieger- und Kampfgenossenvereins vom 29. Dezember 1921 wurde der Bildhauer Bruno (I) Brand mit der Ausführung eines Kriegerdenkmals auf dem Hausener Friedhof beauftragt. Weder das Ergebnis einer zur Finanzierung durchgeführten Haussammlung noch die Höhe der Kosten für das Denkmal noch der Termin der Einweihung lassen sich belegen; entsprechende Dokumente fehlen. Für den 21. Oktober 1926 ist ein Auftrag der Gemeinde an den Spengler Alfons Reder zur Umzäunung des Denkmals überliefert. Das Denkmal wird in einer Festschrift für das Gauturnfest im Jahr 1956 erwähnt; zudem belegt eine Rechnung des Steinmetzbetriebes Bruno Brand vom 29. November 1965 die Existenz des Denkmals zu dieser Zeit. Wie Gemeindearbeiter Bruno Weingärtner mitteilte, existierte das Denkmal noch um das Jahr 1968. Möglicherweise wurde es von der Firma Burger entfernt, die zu dieser Zeit den Friedhofsbrunnen mauerte.
Von 1958 bis 1959 entstand das Leichenhaus des Friedhofs. Als 1963 eine neue Glocke nötig wurde, beschloss der Gemeinderat, keine neue zu kaufen, sondern durch Schmiedemeister Josef Beck die Glocke des 1890 durch Planer C. von Morandell gebauten Rathauses von Hausen in das Leichenhaus einhängen zu lassen. Der Ursprung der Glocke vor 1890 ist unbekannt, doch nach einer (zurzeit noch unbestätigten) Theorie von Kreisheimatpfleger Werner Eberth stammt die Glocke ursprünglich aus dem zur Unteren Saline gehörenden Schönborn-Turm; nach Bau der Oberen Saline und Abriss des Schönborn-Turmes wäre die Glocke in den Salinengebäuden zum Einsatz gekommen, bis sie nach deren Abriss ab 1868 vom Gemeinderat erworben worden wäre.
Am Volkstrauertag 1965 fand auf dem Hausener Friedhof die Einweihung eines vom Kirchheimer Bildhauer Willi Väth geschaffenen und neben dem Leichenhaus gelegenen Gedenksteines für die Opfer beider Weltkriege statt. Auf drei Tafeln an der Wand des Leichenhauses stehen die Namen der Hausener Einwohner, die in den beiden Weltkriegen ihr Leben verloren. Die Gesamtkosten beliefen sich auf 13.000 DM, wobei für die Tafel 2.990 DM und für das Mahnmal 8.650 DM anfielen. Der Gedenkstein ist ausdrücklich nicht als „Helden-“, sondern als Friedensmahnmal gedacht.